# Volta a Suïssa 2023
La Volta a Suïssa 2023 fou la 86a edició de la Volta a Suïssa, una competició ciclista per etapes que es disputà per les carreteres de Suïssa entre l'11 i el 18 de juny de 2023. El seu recorregut fou de 1.043,8 km distribuïts en 8 etapes, amb inici a Einsiedeln i final a Gaiserwald. La cursa formava part de l'UCI World Tour 2023.
El vencedor final fou el danès Mattias Skjelmose Jensen (Trek-Segafredo), que fou acompanyat al podi per Juan Ayuso (UAE Team Emirates) i Remco Evenepoel (Soudal Quick-Step), segon i tercer respectivament. En les classificacions secundàries Wout van Aert (Team Jumbo-Visma) guanyà la classificació per punts, Pascal Eenkhoorn (Lotto Dstny) la de la muntanya, Mattias Skjelmose Jensen (Trek-Segafredo) la dels joves i l'AG2R Citroën Team fou el millor equip.
Amb tot, la cursa quedà marcada per la mort del ciclista suís Gino Mäder com a conseqüència d'una caiguda en els darrers quilòmetres de la cinquena etapa. Aquesta mort provocà la suspensió de la sisena etapa.

## Equips participants
En la Volta a Suïssa, en tant, que prova World Tour, hi participen els 18 equips World Tour. A banda, l'organització va convidar a cinc equips UCI ProTeams.
| WorldTeams (18)- AG2R Citroën Team - Alpecin-Deceuninck - Astana Qazaqstan Team - Bahrain Victorious - Bora-Hansgrohe - Cofidis - EF Education-EasyPost - Groupama-FDJ - Ineos Grenadiers - Intermarché-Circus-Wanty - Jumbo-Visma - Movistar Team - Soudal Quick-Step - Arkéa-Samsic - Team DSM - Team Jayco AlUla - Trek-Segafredo - UAE Team Emirates ProTeams (5)- Israel-Premier Tech - Lotto Dstny - Q36.5 Pro Cycling Team - TotalEnergies - Tudor Pro Cycling Team |
| |

## Etapes
| Etapa    | Data       | Ciutats d'etapa             | type                      | Distància (km) | Desnivell (m) | Vencedor de l'etapa | Líder de la general |
| -------- | ---------- | --------------------------- | ------------------------- | -------------- | ------------- | ------------------- | ------------------- |
| 1a etapa | 11 de juny | Einsiedeln – Einsiedeln     | contrarellotge individual | 12,7           | 90 m          | Stefan Küng         | Stefan Küng         |
| 2a etapa | 12 de juny | Beromünster – Nottwil       | etapa plana               | 173,7          | 1.890 m       | Biniam Girmay       | Stefan Küng         |
| 3a etapa | 13 de juny | Tavel – Villars-sur-Ollon   | etapa de muntanya         | 143,8          | 2.677 m       | Mattias Skjelmose   | Mattias Skjelmose   |
| 4a etapa | 14 de juny | Monthey – Leukerbad         | etapa de muntanya         | 152,5          | 2.790 m       | Felix Gall          | Felix Gall          |
| 5a etapa | 15 de juny | Fiesch – La Punt Chamues-ch | etapa de muntanya         | 211            | 4.710 m       | Juan Ayuso Pesquera | Mattias Skjelmose   |
| 6a etapa | 16 de juny | Coira – Oberwil-Lieli       | etapa accidentada         | 140,9          | 1.938 m       | etapa neutralitzada | Mattias Skjelmose   |
| 7a etapa | 17 de juny | Tübach – Weinfelden         | etapa de mitja muntanya   | 183,5          | 2.203 m       | Remco Evenepoel     | Mattias Skjelmose   |
| 8a etapa | 18 de juny | Sankt Gallen – Gaiserwald   | contrarellotge individual | 25,7           | 415 m         | Juan Ayuso Pesquera | Mattias Skjelmose   |

### 1a etapa
Einsiedeln - Einsiedeln. 11 de juny de 2023. 12,7 km (CRI)
| \| Classificació de l'etapa \| Classificació de l'etapa \| Classificació de l'etapa \| Classificació de l'etapa \| Classificació de l'etapa \| \| Corredor \| Corredor \| Equip \| Temps \| \| \| ------------------------ \| ------------------------ \| ------------------------ \| ------------------------ \| ------------------------ \| \| 1r \| Stefan Küng \| Groupama-FDJ \| 13' 31" \| \| \| 2n \| Remco Evenepoel \| Soudal Quick-Step \| + 6" \| \| \| 3r \| Wout van Aert \| Jumbo-Visma \| + 10" \| \| \| 4t \| Magnus Sheffield \| Ineos Grenadiers \| + 11" \| \| \| 5è \| Johan Price-Pejtersen \| Bahrain Victorious \| + 17" \| \| \| 6è \| Mattias Skjelmose \| Trek-Segafredo \| + 19" \| \| \| 7è \| Stefan Bissegger \| EF Education-EasyPost \| + 20" \| \| \| 8è \| Matteo Sobrero \| Team Jayco AlUla \| + 20" \| \| \| 9è \| Kasper Asgreen \| Soudal Quick-Step \| + 23" \| \| \| 10è \| Juan Ayuso Pesquera \| UAE Team Emirates \| + 25" \| \| |                       |                       |         |
| |                       |                       |         |
| Font: ProCyclingStats |                       |                       |         |
| Classificació de l'etapa |                       |                       |         |
| Corredor | Corredor              | Equip                 | Temps   |
| 1r | Stefan Küng           | Groupama-FDJ          | 13' 31" |
| 2n | Remco Evenepoel       | Soudal Quick-Step     | + 6"    |
| 3r | Wout van Aert         | Jumbo-Visma           | + 10"   |
| 4t | Magnus Sheffield      | Ineos Grenadiers      | + 11"   |
| 5è | Johan Price-Pejtersen | Bahrain Victorious    | + 17"   |
| 6è | Mattias Skjelmose     | Trek-Segafredo        | + 19"   |
| 7è | Stefan Bissegger      | EF Education-EasyPost | + 20"   |
| 8è | Matteo Sobrero        | Team Jayco AlUla      | + 20"   |
| 9è | Kasper Asgreen        | Soudal Quick-Step     | + 23"   |
| 10è | Juan Ayuso Pesquera   | UAE Team Emirates     | + 25"   |

| \| Classificació general \| Classificació general \| Classificació general \| Classificació general \| Classificació general \| \| Corredor \| Corredor \| Equip \| Temps \| \| \| --------------------- \| --------------------- \| --------------------- \| --------------------- \| --------------------- \| \| 1r \| Stefan Küng \| Groupama-FDJ \| 13' 31" \| \| \| 2n \| Remco Evenepoel \| Soudal Quick-Step \| + 6" \| \| \| 3r \| Wout van Aert \| Jumbo-Visma \| + 10" \| \| \| 4t \| Magnus Sheffield \| Ineos Grenadiers \| + 11" \| \| \| 5è \| Johan Price-Pejtersen \| Bahrain Victorious \| + 17" \| \| \| 6è \| Mattias Skjelmose \| Trek-Segafredo \| + 19" \| \| \| 7è \| Stefan Bissegger \| EF Education-EasyPost \| + 20" \| \| \| 8è \| Matteo Sobrero \| Team Jayco AlUla \| + 20" \| \| \| 9è \| Kasper Asgreen \| Soudal Quick-Step \| + 23" \| \| \| 10è \| Juan Ayuso Pesquera \| UAE Team Emirates \| + 25" \| \| |                       |                       |         |
| |                       |                       |         |
| Font: ProCyclingStats |                       |                       |         |
| Classificació general |                       |                       |         |
| Corredor | Corredor              | Equip                 | Temps   |
| 1r | Stefan Küng           | Groupama-FDJ          | 13' 31" |
| 2n | Remco Evenepoel       | Soudal Quick-Step     | + 6"    |
| 3r | Wout van Aert         | Jumbo-Visma           | + 10"   |
| 4t | Magnus Sheffield      | Ineos Grenadiers      | + 11"   |
| 5è | Johan Price-Pejtersen | Bahrain Victorious    | + 17"   |
| 6è | Mattias Skjelmose     | Trek-Segafredo        | + 19"   |
| 7è | Stefan Bissegger      | EF Education-EasyPost | + 20"   |
| 8è | Matteo Sobrero        | Team Jayco AlUla      | + 20"   |
| 9è | Kasper Asgreen        | Soudal Quick-Step     | + 23"   |
| 10è | Juan Ayuso Pesquera   | UAE Team Emirates     | + 25"   |

### 2a etapa
Beromünster - Nottwil. 12 de juny de 2023. 173,7 km
| \| Classificació de l'etapa \| Classificació de l'etapa \| Classificació de l'etapa \| Classificació de l'etapa \| Classificació de l'etapa \| \| Corredor \| Corredor \| Equip \| Temps \| \| \| ------------------------ \| ------------------------ \| ------------------------ \| ------------------------ \| ------------------------ \| \| 1r \| Biniam Girmay \| Intermarché-Circus-Wanty \| 3h 53' 37" \| \| \| 2n \| Arnaud Démare \| Groupama-FDJ \| + 0" \| \| \| 3r \| Wout van Aert \| Jumbo-Visma \| + 0" \| \| \| 4t \| Pavel Bittner \| Team DSM \| + 0" \| \| \| 5è \| Peter Sagan \| TotalEnergies \| + 0" \| \| \| 6è \| Jordi Meeus \| Bora-Hansgrohe \| + 0" \| \| \| 7è \| Iván García Cortina \| Movistar Team \| + 0" \| \| \| 8è \| Alexander Aranburu Deba \| Movistar Team \| + 0" \| \| \| 9è \| Mike Teunissen \| Intermarché-Circus-Wanty \| + 0" \| \| \| 10è \| Cedric Beullens \| Lotto Dstny \| + 0" \| \| |                         |                          |            |
| |                         |                          |            |
| Font: ProCyclingStats |                         |                          |            |
| Classificació de l'etapa |                         |                          |            |
| Corredor | Corredor                | Equip                    | Temps      |
| 1r | Biniam Girmay           | Intermarché-Circus-Wanty | 3h 53' 37" |
| 2n | Arnaud Démare           | Groupama-FDJ             | + 0"       |
| 3r | Wout van Aert           | Jumbo-Visma              | + 0"       |
| 4t | Pavel Bittner           | Team DSM                 | + 0"       |
| 5è | Peter Sagan             | TotalEnergies            | + 0"       |
| 6è | Jordi Meeus             | Bora-Hansgrohe           | + 0"       |
| 7è | Iván García Cortina     | Movistar Team            | + 0"       |
| 8è | Alexander Aranburu Deba | Movistar Team            | + 0"       |
| 9è | Mike Teunissen          | Intermarché-Circus-Wanty | + 0"       |
| 10è | Cedric Beullens         | Lotto Dstny              | + 0"       |

| \| Classificació general \| Classificació general \| Classificació general \| Classificació general \| Classificació general \| \| Corredor \| Corredor \| Equip \| Temps \| \| \| --------------------- \| --------------------- \| --------------------- \| --------------------- \| --------------------- \| \| 1r \| Stefan Küng \| Groupama-FDJ \| 4h 07' 08" \| \| \| 2n \| Remco Evenepoel \| Soudal Quick-Step \| + 5" \| \| \| 3r \| Wout van Aert \| Jumbo-Visma \| + 6" \| \| \| 4t \| Magnus Sheffield \| Ineos Grenadiers \| + 11" \| \| \| 5è \| Johan Price-Pejtersen \| Bahrain Victorious \| + 17" \| \| \| 6è \| Mattias Skjelmose \| Trek-Segafredo \| + 19" \| \| \| 7è \| Stefan Bissegger \| EF Education-EasyPost \| + 20" \| \| \| 8è \| Matteo Sobrero \| Team Jayco AlUla \| + 20" \| \| \| 9è \| Kasper Asgreen \| Soudal Quick-Step \| + 23" \| \| \| 10è \| Juan Ayuso Pesquera \| UAE Team Emirates \| + 25" \| \| |                       |                       |            |
| |                       |                       |            |
| Font: ProCyclingStats |                       |                       |            |
| Classificació general |                       |                       |            |
| Corredor | Corredor              | Equip                 | Temps      |
| 1r | Stefan Küng           | Groupama-FDJ          | 4h 07' 08" |
| 2n | Remco Evenepoel       | Soudal Quick-Step     | + 5"       |
| 3r | Wout van Aert         | Jumbo-Visma           | + 6"       |
| 4t | Magnus Sheffield      | Ineos Grenadiers      | + 11"      |
| 5è | Johan Price-Pejtersen | Bahrain Victorious    | + 17"      |
| 6è | Mattias Skjelmose     | Trek-Segafredo        | + 19"      |
| 7è | Stefan Bissegger      | EF Education-EasyPost | + 20"      |
| 8è | Matteo Sobrero        | Team Jayco AlUla      | + 20"      |
| 9è | Kasper Asgreen        | Soudal Quick-Step     | + 23"      |
| 10è | Juan Ayuso Pesquera   | UAE Team Emirates     | + 25"      |

### 3a etapa
Tavel - Villars-sur-Ollon. 13 de juny de 2023. 143,8 km
| \| Classificació de l'etapa \| Classificació de l'etapa \| Classificació de l'etapa \| Classificació de l'etapa \| Classificació de l'etapa \| \| Corredor \| Corredor \| Equip \| Temps \| \| \| ------------------------ \| ----------------------------- \| ------------------------ \| ------------------------ \| ------------------------ \| \| 1r \| Mattias Skjelmose \| Trek-Segafredo \| 3h 29' 14" \| \| \| 2n \| Felix Gall \| AG2R Citroën Team \| + 3" \| \| \| 3r \| Juan Ayuso Pesquera \| UAE Team Emirates \| + 12" \| \| \| 4t \| Remco Evenepoel \| Soudal Quick-Step \| + 21" \| \| \| 5è \| Cian Uijtdebroeks \| Bora-Hansgrohe \| + 21" \| \| \| 6è \| Peio Bilbao López de Armentia \| Bahrain Victorious \| + 21" \| \| \| 7è \| Wilco Kelderman \| Jumbo-Visma \| + 21" \| \| \| 8è \| Rigoberto Urán \| EF Education-EasyPost \| + 21" \| \| \| 9è \| Magnus Sheffield \| Ineos Grenadiers \| + 37" \| \| \| 10è \| Romain Bardet \| Team DSM \| + 45" \| \| |                               |                       |            |
| |                               |                       |            |
| Font: ProCyclingStats |                               |                       |            |
| Classificació de l'etapa |                               |                       |            |
| Corredor | Corredor                      | Equip                 | Temps      |
| 1r | Mattias Skjelmose             | Trek-Segafredo        | 3h 29' 14" |
| 2n | Felix Gall                    | AG2R Citroën Team     | + 3"       |
| 3r | Juan Ayuso Pesquera           | UAE Team Emirates     | + 12"      |
| 4t | Remco Evenepoel               | Soudal Quick-Step     | + 21"      |
| 5è | Cian Uijtdebroeks             | Bora-Hansgrohe        | + 21"      |
| 6è | Peio Bilbao López de Armentia | Bahrain Victorious    | + 21"      |
| 7è | Wilco Kelderman               | Jumbo-Visma           | + 21"      |
| 8è | Rigoberto Urán                | EF Education-EasyPost | + 21"      |
| 9è | Magnus Sheffield              | Ineos Grenadiers      | + 37"      |
| 10è | Romain Bardet                 | Team DSM              | + 45"      |

| \| Classificació general \| Classificació general \| Classificació general \| Classificació general \| Classificació general \| \| Corredor \| Corredor \| Equip \| Temps \| \| \| --------------------- \| ----------------------------- \| --------------------- \| --------------------- \| --------------------- \| \| 1r \| Mattias Skjelmose \| Trek-Segafredo \| 7h 36' 31" \| \| \| 2n \| Remco Evenepoel \| Soudal Quick-Step \| + 17" \| \| \| 3r \| Juan Ayuso Pesquera \| UAE Team Emirates \| + 24" \| \| \| 4t \| Magnus Sheffield \| Ineos Grenadiers \| + 39" \| \| \| 5è \| Peio Bilbao López de Armentia \| Bahrain Victorious \| + 49" \| \| \| 6è \| Rigoberto Urán \| EF Education-EasyPost \| + 56" \| \| \| 7è \| Wilco Kelderman \| Jumbo-Visma \| + 1' 04" \| \| \| 8è \| Ion Izagirre Insausti \| Cofidis \| + 1' 05" \| \| \| 9è \| Felix Gall \| AG2R Citroën Team \| + 1' 07" \| \| \| 10è \| Romain Bardet \| Team DSM \| + 1' 15" \| \| |                               |                       |            |
| |                               |                       |            |
| Font: ProCyclingStats |                               |                       |            |
| Classificació general |                               |                       |            |
| Corredor | Corredor                      | Equip                 | Temps      |
| 1r | Mattias Skjelmose             | Trek-Segafredo        | 7h 36' 31" |
| 2n | Remco Evenepoel               | Soudal Quick-Step     | + 17"      |
| 3r | Juan Ayuso Pesquera           | UAE Team Emirates     | + 24"      |
| 4t | Magnus Sheffield              | Ineos Grenadiers      | + 39"      |
| 5è | Peio Bilbao López de Armentia | Bahrain Victorious    | + 49"      |
| 6è | Rigoberto Urán                | EF Education-EasyPost | + 56"      |
| 7è | Wilco Kelderman               | Jumbo-Visma           | + 1' 04"   |
| 8è | Ion Izagirre Insausti         | Cofidis               | + 1' 05"   |
| 9è | Felix Gall                    | AG2R Citroën Team     | + 1' 07"   |
| 10è | Romain Bardet                 | Team DSM              | + 1' 15"   |

### 4a etapa
Monthey - Leukerbad. 14 de juny de 2023. 152,5 km
| \| Classificació de l'etapa \| Classificació de l'etapa \| Classificació de l'etapa \| Classificació de l'etapa \| Classificació de l'etapa \| \| Corredor \| Corredor \| Equip \| Temps \| \| \| ------------------------ \| ----------------------------- \| ------------------------ \| ------------------------ \| ------------------------ \| \| 1r \| Felix Gall \| AG2R Citroën Team \| 3h 42' 22" \| \| \| 2n \| Remco Evenepoel \| Soudal Quick-Step \| + 1' 02" \| \| \| 3r \| Mattias Skjelmose \| Trek-Segafredo \| + 1' 03" \| \| \| 4t \| Cian Uijtdebroeks \| Bora-Hansgrohe \| + 1' 05" \| \| \| 5è \| Wilco Kelderman \| Jumbo-Visma \| + 1' 05" \| \| \| 6è \| Peio Bilbao López de Armentia \| Bahrain Victorious \| + 1' 05" \| \| \| 7è \| Romain Bardet \| Team DSM \| + 1' 07" \| \| \| 8è \| Sylvain Moniquet \| Lotto Dstny \| + 1' 10" \| \| \| 9è \| Harold Tejada \| Astana Qazaqstan Team \| + 1' 36" \| \| \| 10è \| Maximilian Schachmann \| Bora-Hansgrohe \| + 1' 49" \| \| |                               |                       |            |
| |                               |                       |            |
| Font: ProCyclingStats |                               |                       |            |
| Classificació de l'etapa |                               |                       |            |
| Corredor | Corredor                      | Equip                 | Temps      |
| 1r | Felix Gall                    | AG2R Citroën Team     | 3h 42' 22" |
| 2n | Remco Evenepoel               | Soudal Quick-Step     | + 1' 02"   |
| 3r | Mattias Skjelmose             | Trek-Segafredo        | + 1' 03"   |
| 4t | Cian Uijtdebroeks             | Bora-Hansgrohe        | + 1' 05"   |
| 5è | Wilco Kelderman               | Jumbo-Visma           | + 1' 05"   |
| 6è | Peio Bilbao López de Armentia | Bahrain Victorious    | + 1' 05"   |
| 7è | Romain Bardet                 | Team DSM              | + 1' 07"   |
| 8è | Sylvain Moniquet              | Lotto Dstny           | + 1' 10"   |
| 9è | Harold Tejada                 | Astana Qazaqstan Team | + 1' 36"   |
| 10è | Maximilian Schachmann         | Bora-Hansgrohe        | + 1' 49"   |

| \| Classificació general \| Classificació general \| Classificació general \| Classificació general \| Classificació general \| \| Corredor \| Corredor \| Equip \| Temps \| \| \| --------------------- \| ----------------------------- \| --------------------- \| --------------------- \| --------------------- \| \| 1r \| Felix Gall \| AG2R Citroën Team \| 11h 19' 50" \| \| \| 2n \| Mattias Skjelmose \| Trek-Segafredo \| + 2" \| \| \| 3r \| Remco Evenepoel \| Soudal Quick-Step \| + 16" \| \| \| 4t \| Peio Bilbao López de Armentia \| Bahrain Victorious \| + 57" \| \| \| 5è \| Wilco Kelderman \| Jumbo-Visma \| + 1' 12" \| \| \| 6è \| Juan Ayuso Pesquera \| UAE Team Emirates \| + 1' 18" \| \| \| 7è \| Romain Bardet \| Team DSM \| + 1' 25" \| \| \| 8è \| Cian Uijtdebroeks \| Bora-Hansgrohe \| + 1' 26" \| \| \| 9è \| Magnus Sheffield \| Ineos Grenadiers \| + 1' 33" \| \| \| 10è \| Rigoberto Urán \| EF Education-EasyPost \| + 1' 50" \| \| |                               |                       |             |
| |                               |                       |             |
| Font: ProCyclingStats |                               |                       |             |
| Classificació general |                               |                       |             |
| Corredor | Corredor                      | Equip                 | Temps       |
| 1r | Felix Gall                    | AG2R Citroën Team     | 11h 19' 50" |
| 2n | Mattias Skjelmose             | Trek-Segafredo        | + 2"        |
| 3r | Remco Evenepoel               | Soudal Quick-Step     | + 16"       |
| 4t | Peio Bilbao López de Armentia | Bahrain Victorious    | + 57"       |
| 5è | Wilco Kelderman               | Jumbo-Visma           | + 1' 12"    |
| 6è | Juan Ayuso Pesquera           | UAE Team Emirates     | + 1' 18"    |
| 7è | Romain Bardet                 | Team DSM              | + 1' 25"    |
| 8è | Cian Uijtdebroeks             | Bora-Hansgrohe        | + 1' 26"    |
| 9è | Magnus Sheffield              | Ineos Grenadiers      | + 1' 33"    |
| 10è | Rigoberto Urán                | EF Education-EasyPost | + 1' 50"    |

### 5a etapa
Fiesch - La Punt Chamues-ch. 15 de juny de 2023. 211 km
| \| Classificació de l'etapa \| Classificació de l'etapa \| Classificació de l'etapa \| Classificació de l'etapa \| Classificació de l'etapa \| \| Corredor \| Corredor \| Equip \| Temps \| \| \| ------------------------ \| ----------------------------- \| ------------------------ \| ------------------------ \| ------------------------ \| \| 1r \| Juan Ayuso Pesquera \| UAE Team Emirates \| 5h 23' 01" \| \| \| 2n \| Mattias Skjelmose \| Trek-Segafredo \| + 54" \| \| \| 3r \| Peio Bilbao López de Armentia \| Bahrain Victorious \| + 54" \| \| \| 4t \| Rigoberto Urán \| EF Education-EasyPost \| + 54" \| \| \| 5è \| Romain Bardet \| Team DSM \| + 54" \| \| \| 6è \| Wilco Kelderman \| Jumbo-Visma \| + 54" \| \| \| 7è \| Rui Alberto Faria da Costa \| Intermarché-Circus-Wanty \| + 58" \| \| \| 8è \| Felix Gall \| AG2R Citroën Team \| + 58" \| \| \| 9è \| Antonio Tiberi \| Bahrain Victorious \| + 1' 01" \| \| \| 10è \| Remco Evenepoel \| Soudal Quick-Step \| + 1' 20" \| \| |                               |                          |            |
| |                               |                          |            |
| Font: ProCyclingStats |                               |                          |            |
| Classificació de l'etapa |                               |                          |            |
| Corredor | Corredor                      | Equip                    | Temps      |
| 1r | Juan Ayuso Pesquera           | UAE Team Emirates        | 5h 23' 01" |
| 2n | Mattias Skjelmose             | Trek-Segafredo           | + 54"      |
| 3r | Peio Bilbao López de Armentia | Bahrain Victorious       | + 54"      |
| 4t | Rigoberto Urán                | EF Education-EasyPost    | + 54"      |
| 5è | Romain Bardet                 | Team DSM                 | + 54"      |
| 6è | Wilco Kelderman               | Jumbo-Visma              | + 54"      |
| 7è | Rui Alberto Faria da Costa    | Intermarché-Circus-Wanty | + 58"      |
| 8è | Felix Gall                    | AG2R Citroën Team        | + 58"      |
| 9è | Antonio Tiberi                | Bahrain Victorious       | + 1' 01"   |
| 10è | Remco Evenepoel               | Soudal Quick-Step        | + 1' 20"   |

| \| Classificació general \| Classificació general \| Classificació general \| Classificació general \| Classificació general \| \| Corredor \| Corredor \| Equip \| Temps \| \| \| --------------------- \| ----------------------------- \| --------------------- \| --------------------- \| --------------------- \| \| 1r \| Mattias Skjelmose \| Trek-Segafredo \| 16h 43' 41" \| \| \| 2n \| Felix Gall \| AG2R Citroën Team \| + 8" \| \| \| 3r \| Juan Ayuso Pesquera \| UAE Team Emirates \| + 18" \| \| \| 4t \| Remco Evenepoel \| Soudal Quick-Step \| + 46" \| \| \| 5è \| Peio Bilbao López de Armentia \| Bahrain Victorious \| + 57" \| \| \| 6è \| Wilco Kelderman \| Jumbo-Visma \| + 1' 16" \| \| \| 7è \| Romain Bardet \| Team DSM \| + 1' 29" \| \| \| 8è \| Rigoberto Urán \| EF Education-EasyPost \| + 1' 54" \| \| \| 9è \| Cian Uijtdebroeks \| Bora-Hansgrohe \| + 1' 57" \| \| \| 10è \| Dylan Teuns \| Israel-Premier Tech \| + 3' 00" \| \| |                               |                       |             |
| |                               |                       |             |
| Font: ProCyclingStats |                               |                       |             |
| Classificació general |                               |                       |             |
| Corredor | Corredor                      | Equip                 | Temps       |
| 1r | Mattias Skjelmose             | Trek-Segafredo        | 16h 43' 41" |
| 2n | Felix Gall                    | AG2R Citroën Team     | + 8"        |
| 3r | Juan Ayuso Pesquera           | UAE Team Emirates     | + 18"       |
| 4t | Remco Evenepoel               | Soudal Quick-Step     | + 46"       |
| 5è | Peio Bilbao López de Armentia | Bahrain Victorious    | + 57"       |
| 6è | Wilco Kelderman               | Jumbo-Visma           | + 1' 16"    |
| 7è | Romain Bardet                 | Team DSM              | + 1' 29"    |
| 8è | Rigoberto Urán                | EF Education-EasyPost | + 1' 54"    |
| 9è | Cian Uijtdebroeks             | Bora-Hansgrohe        | + 1' 57"    |
| 10è | Dylan Teuns                   | Israel-Premier Tech   | + 3' 00"    |

### 6a etapa
Coire - Oberwil-Lieli. 16 de juny de 2023. 140,9 km
L'etapa fou cancel·lada per la mort del ciclista suís Gino Mäder com a conseqüència d'una caiguda en els darrers quilòmetres de la cinquena etapa.

### 7a etapa
Tübach - Weinfelden. 17 de juny de 2023. 183,5 km
| \| Classificació de l'etapa \| Classificació de l'etapa \| Classificació de l'etapa \| Classificació de l'etapa \| Classificació de l'etapa \| \| Corredor \| Corredor \| Equip \| Temps \| \| \| ------------------------ \| ------------------------- \| ------------------------ \| ------------------------ \| ------------------------ \| \| 1r \| Remco Evenepoel \| Soudal Quick-Step \| 4h 01' 04" \| \| \| 2n \| Wout van Aert \| Jumbo-Visma \| + 0" \| \| \| 3r \| Bryan Coquard \| Cofidis \| + 0" \| \| \| 4t \| Lorrenzo Manzin \| TotalEnergies \| + 0" \| \| \| 5è \| Alexander Aranburu Deba \| Movistar Team \| + 0" \| \| \| 6è \| Kevin Vermaerke \| Team DSM \| + 0" \| \| \| 7è \| Romain Grégoire \| Groupama-FDJ \| + 0" \| \| \| 8è \| Jonas Koch \| Bora-Hansgrohe \| + 0" \| \| \| 9è \| Gonzalo Serrano Rodríguez \| Movistar Team \| + 0" \| \| \| 10è \| Matthew Dinham \| Team DSM \| + 0" \| \| |                           |                   |            |
| |                           |                   |            |
| Font: ProCyclingStats |                           |                   |            |
| Classificació de l'etapa |                           |                   |            |
| Corredor | Corredor                  | Equip             | Temps      |
| 1r | Remco Evenepoel           | Soudal Quick-Step | 4h 01' 04" |
| 2n | Wout van Aert             | Jumbo-Visma       | + 0"       |
| 3r | Bryan Coquard             | Cofidis           | + 0"       |
| 4t | Lorrenzo Manzin           | TotalEnergies     | + 0"       |
| 5è | Alexander Aranburu Deba   | Movistar Team     | + 0"       |
| 6è | Kevin Vermaerke           | Team DSM          | + 0"       |
| 7è | Romain Grégoire           | Groupama-FDJ      | + 0"       |
| 8è | Jonas Koch                | Bora-Hansgrohe    | + 0"       |
| 9è | Gonzalo Serrano Rodríguez | Movistar Team     | + 0"       |
| 10è | Matthew Dinham            | Team DSM          | + 0"       |

| \| Classificació general \| Classificació general \| Classificació general \| Classificació general \| Classificació general \| \| Corredor \| Corredor \| Equip \| Temps \| \| \| --------------------- \| --------------------- \| --------------------- \| --------------------- \| --------------------- \| \| 1r \| Mattias Skjelmose \| Trek-Segafredo \| 20h 44' 45" \| \| \| 2n \| Felix Gall \| AG2R Citroën Team \| + 8" \| \| \| 3r \| Juan Ayuso Pesquera \| UAE Team Emirates \| + 18" \| \| \| 4t \| Remco Evenepoel \| Soudal Quick-Step \| + 46" \| \| \| 5è \| Wilco Kelderman \| Jumbo-Visma \| + 1' 16" \| \| \| 6è \| Romain Bardet \| Team DSM \| + 1' 29" \| \| \| 7è \| Rigoberto Urán \| EF Education-EasyPost \| + 1' 54" \| \| \| 8è \| Cian Uijtdebroeks \| Bora-Hansgrohe \| + 1' 57" \| \| \| 9è \| Dylan Teuns \| Israel-Premier Tech \| + 3' 00" \| \| \| 10è \| Harold Tejada \| Astana Qazaqstan Team \| + 3' 48" \| \| |                     |                       |             |
| |                     |                       |             |
| Font: ProCyclingStats |                     |                       |             |
| Classificació general |                     |                       |             |
| Corredor | Corredor            | Equip                 | Temps       |
| 1r | Mattias Skjelmose   | Trek-Segafredo        | 20h 44' 45" |
| 2n | Felix Gall          | AG2R Citroën Team     | + 8"        |
| 3r | Juan Ayuso Pesquera | UAE Team Emirates     | + 18"       |
| 4t | Remco Evenepoel     | Soudal Quick-Step     | + 46"       |
| 5è | Wilco Kelderman     | Jumbo-Visma           | + 1' 16"    |
| 6è | Romain Bardet       | Team DSM              | + 1' 29"    |
| 7è | Rigoberto Urán      | EF Education-EasyPost | + 1' 54"    |
| 8è | Cian Uijtdebroeks   | Bora-Hansgrohe        | + 1' 57"    |
| 9è | Dylan Teuns         | Israel-Premier Tech   | + 3' 00"    |
| 10è | Harold Tejada       | Astana Qazaqstan Team | + 3' 48"    |

### 8a etapa
Sankt Gallen - Gaiserwald. 18 de juny de 2023. 25,7 km (CRI)
| \| Classificació de l'etapa \| Classificació de l'etapa \| Classificació de l'etapa \| Classificació de l'etapa \| Classificació de l'etapa \| \| Corredor \| Corredor \| Equip \| Temps \| \| \| ------------------------ \| ------------------------ \| ------------------------ \| ------------------------ \| ------------------------ \| \| 1r \| Juan Ayuso Pesquera \| UAE Team Emirates \| 32' 25" \| \| \| 2n \| Remco Evenepoel \| Soudal Quick-Step \| + 8" \| \| \| 3r \| Mattias Skjelmose \| Trek-Segafredo \| + 9" \| \| \| 4t \| Stefan Bissegger \| EF Education-EasyPost \| + 23" \| \| \| 5è \| Wout van Aert \| Jumbo-Visma \| + 28" \| \| \| 6è \| Kasper Asgreen \| Soudal Quick-Step \| + 36" \| \| \| 7è \| Mattia Cattaneo \| Soudal Quick-Step \| + 39" \| \| \| 8è \| Matteo Sobrero \| Team Jayco AlUla \| + 40" \| \| \| 9è \| Finn Fisher-Black \| UAE Team Emirates \| + 42" \| \| \| 10è \| Neilson Powless \| EF Education-EasyPost \| + 46" \| \| |                     |                       |         |
| |                     |                       |         |
| Font: ProCyclingStats |                     |                       |         |
| Classificació de l'etapa |                     |                       |         |
| Corredor | Corredor            | Equip                 | Temps   |
| 1r | Juan Ayuso Pesquera | UAE Team Emirates     | 32' 25" |
| 2n | Remco Evenepoel     | Soudal Quick-Step     | + 8"    |
| 3r | Mattias Skjelmose   | Trek-Segafredo        | + 9"    |
| 4t | Stefan Bissegger    | EF Education-EasyPost | + 23"   |
| 5è | Wout van Aert       | Jumbo-Visma           | + 28"   |
| 6è | Kasper Asgreen      | Soudal Quick-Step     | + 36"   |
| 7è | Mattia Cattaneo     | Soudal Quick-Step     | + 39"   |
| 8è | Matteo Sobrero      | Team Jayco AlUla      | + 40"   |
| 9è | Finn Fisher-Black   | UAE Team Emirates     | + 42"   |
| 10è | Neilson Powless     | EF Education-EasyPost | + 46"   |

## Classificacions finals

### Classificació general
| \| Classificació general \| Classificació general \| Classificació general \| Classificació general \| Classificació general \| \| Corredor \| Corredor \| Equip \| Temps \| \| \| --------------------- \| --------------------- \| --------------------- \| --------------------- \| --------------------- \| \| 1r \| Mattias Skjelmose \| Trek-Segafredo \| 21h 17' 19" \| \| \| 2n \| Juan Ayuso Pesquera \| UAE Team Emirates \| + 9" \| \| \| 3r \| Remco Evenepoel \| Soudal Quick-Step \| + 45" \| \| \| 4t \| Wilco Kelderman \| Jumbo-Visma \| + 2' 09" \| \| \| 5è \| Romain Bardet \| Team DSM \| + 2' 41" \| \| \| 6è \| Rigoberto Urán \| EF Education-EasyPost \| + 2' 47" \| \| \| 7è \| Cian Uijtdebroeks \| Bora-Hansgrohe \| + 3' 04" \| \| \| 8è \| Felix Gall \| AG2R Citroën Team \| + 3' 25" \| \| \| 9è \| Dylan Teuns \| Israel-Premier Tech \| + 4' 29" \| \| \| 10è \| Harold Tejada \| Astana Qazaqstan Team \| + 4' 57" \| \| |                     |                       |             |
| |                     |                       |             |
| Font: ProCyclingStats |                     |                       |             |
| Classificació general |                     |                       |             |
| Corredor | Corredor            | Equip                 | Temps       |
| 1r | Mattias Skjelmose   | Trek-Segafredo        | 21h 17' 19" |
| 2n | Juan Ayuso Pesquera | UAE Team Emirates     | + 9"        |
| 3r | Remco Evenepoel     | Soudal Quick-Step     | + 45"       |
| 4t | Wilco Kelderman     | Jumbo-Visma           | + 2' 09"    |
| 5è | Romain Bardet       | Team DSM              | + 2' 41"    |
| 6è | Rigoberto Urán      | EF Education-EasyPost | + 2' 47"    |
| 7è | Cian Uijtdebroeks   | Bora-Hansgrohe        | + 3' 04"    |
| 8è | Felix Gall          | AG2R Citroën Team     | + 3' 25"    |
| 9è | Dylan Teuns         | Israel-Premier Tech   | + 4' 29"    |
| 10è | Harold Tejada       | Astana Qazaqstan Team | + 4' 57"    |

### Classificacions secundàries
| Classificació de la muntanya | Classificació de la muntanya | Classificació de la muntanya | Classificació de la muntanya | Classificació de la muntanya |
| Corredor                     | Corredor                     | Equip                        | Punts                        |                              |
| ---------------------------- | ---------------------------- | ---------------------------- | ---------------------------- | ---------------------------- |
| 1r                           | Pascal Eenkhoorn             | Lotto Dstny                  | 44 pts                       |                              |
| 2n                           | Sergio Higuita García        | Bora-Hansgrohe               | 28 pts                       |                              |
| 3r                           | Juan Ayuso Pesquera          | UAE Team Emirates            | 26 pts                       |                              |
| 4t                           | Felix Gall                   | AG2R Citroën Team            | 24 pts                       |                              |
| 5è                           | Nickolas Zukowsky            | Q36.5 Pro Cycling Team       | 17 pts                       |                              |
| 6è                           | Wout van Aert                | Jumbo-Visma                  | 16 pts                       |                              |
| 7è                           | Wilco Kelderman              | Jumbo-Visma                  | 14 pts                       |                              |
| 8è                           | Julien Bernard               | Trek-Segafredo               | 13 pts                       |                              |
| 10è                          | Silvan Dillier               | Alpecin-Deceuninck           | 12 pts                       |                              |

| Classificació de la muntanya | Classificació de la muntanya | Classificació de la muntanya | Classificació de la muntanya | Classificació de la muntanya |
| Corredor                     | Corredor                     | Equip                        | Punts                        |                              |
| ---------------------------- | ---------------------------- | ---------------------------- | ---------------------------- | ---------------------------- |
| 1r                           | Pascal Eenkhoorn             | Lotto Dstny                  | 44 pts                       |                              |
| 2n                           | Sergio Higuita García        | Bora-Hansgrohe               | 28 pts                       |                              |
| 3r                           | Juan Ayuso Pesquera          | UAE Team Emirates            | 26 pts                       |                              |
| 4t                           | Felix Gall                   | AG2R Citroën Team            | 24 pts                       |                              |
| 5è                           | Nickolas Zukowsky            | Q36.5 Pro Cycling Team       | 17 pts                       |                              |
| 6è                           | Wout van Aert                | Jumbo-Visma                  | 16 pts                       |                              |
| 7è                           | Wilco Kelderman              | Jumbo-Visma                  | 14 pts                       |                              |
| 8è                           | Julien Bernard               | Trek-Segafredo               | 13 pts                       |                              |
| 10è                          | Silvan Dillier               | Alpecin-Deceuninck           | 12 pts                       |                              |

| Classificació per punts | Classificació per punts | Classificació per punts | Classificació per punts | Classificació per punts |
| Corredor                | Corredor                | Equip                   | Punts                   |                         |
| ----------------------- | ----------------------- | ----------------------- | ----------------------- | ----------------------- |
| 1r                      | Wout van Aert           | Jumbo-Visma             | 52 pts                  |                         |
| 2n                      | Remco Evenepoel         | Soudal Quick-Step       | 40 pts                  |                         |
| 3r                      | Mattias Skjelmose       | Trek-Segafredo          | 32 pts                  |                         |
| 4t                      | Juan Ayuso Pesquera     | UAE Team Emirates       | 30 pts                  |                         |
| 5è                      | Felix Gall              | AG2R Citroën Team       | 20 pts                  |                         |
| 6è                      | Quinten Hermans         | Alpecin-Deceuninck      | 10 pts                  |                         |
| 7è                      | Stan Dewulf             | AG2R Citroën Team       | 10 pts                  |                         |
| 8è                      | Kristian Sbaragli       | Alpecin-Deceuninck      | 9 pts                   |                         |
| 9è                      | Cian Uijtdebroeks       | Bora-Hansgrohe          | 6 pts                   |                         |
| 10è                     | Michael Gogl            | Alpecin-Deceuninck      | 6 pts                   |                         |

| Classificació per punts | Classificació per punts | Classificació per punts | Classificació per punts | Classificació per punts |
| Corredor                | Corredor                | Equip                   | Punts                   |                         |
| ----------------------- | ----------------------- | ----------------------- | ----------------------- | ----------------------- |
| 1r                      | Wout van Aert           | Jumbo-Visma             | 52 pts                  |                         |
| 2n                      | Remco Evenepoel         | Soudal Quick-Step       | 40 pts                  |                         |
| 3r                      | Mattias Skjelmose       | Trek-Segafredo          | 32 pts                  |                         |
| 4t                      | Juan Ayuso Pesquera     | UAE Team Emirates       | 30 pts                  |                         |
| 5è                      | Felix Gall              | AG2R Citroën Team       | 20 pts                  |                         |
| 6è                      | Quinten Hermans         | Alpecin-Deceuninck      | 10 pts                  |                         |
| 7è                      | Stan Dewulf             | AG2R Citroën Team       | 10 pts                  |                         |
| 8è                      | Kristian Sbaragli       | Alpecin-Deceuninck      | 9 pts                   |                         |
| 9è                      | Cian Uijtdebroeks       | Bora-Hansgrohe          | 6 pts                   |                         |
| 10è                     | Michael Gogl            | Alpecin-Deceuninck      | 6 pts                   |                         |

| Classificació del millor jove | Classificació del millor jove | Classificació del millor jove | Classificació del millor jove | Classificació del millor jove |
| Corredor                      | Corredor                      | Equip                         | Temps                         |                               |
| ----------------------------- | ----------------------------- | ----------------------------- | ----------------------------- | ----------------------------- |
| 1r                            | Mattias Skjelmose             | Trek-Segafredo                | 21h 17' 19"                   |                               |
| 2n                            | Juan Ayuso Pesquera           | UAE Team Emirates             | + 9"                          |                               |
| 3r                            | Remco Evenepoel               | Soudal Quick-Step             | + 45"                         |                               |
| 4t                            | Cian Uijtdebroeks             | Bora-Hansgrohe                | + 3' 04"                      |                               |
| 5è                            | Felix Gall                    | AG2R Citroën Team             | + 3' 25"                      |                               |
| 6è                            | Romain Grégoire               | Groupama-FDJ                  | + 8' 42"                      |                               |
| 7è                            | Welay Berehe                  | Team Jayco AlUla              | + 11' 22"                     |                               |
| 8è                            | Thomas Pidcock                | Ineos Grenadiers              | + 21' 32"                     |                               |
| 9è                            | Kevin Vermaerke               | Team DSM                      | + 29' 32"                     |                               |
| 10è                           | Ewen Costiou                  | Arkéa-Samsic                  | + 33' 45"                     |                               |

| Classificació del millor jove | Classificació del millor jove | Classificació del millor jove | Classificació del millor jove | Classificació del millor jove |
| Corredor                      | Corredor                      | Equip                         | Temps                         |                               |
| ----------------------------- | ----------------------------- | ----------------------------- | ----------------------------- | ----------------------------- |
| 1r                            | Mattias Skjelmose             | Trek-Segafredo                | 21h 17' 19"                   |                               |
| 2n                            | Juan Ayuso Pesquera           | UAE Team Emirates             | + 9"                          |                               |
| 3r                            | Remco Evenepoel               | Soudal Quick-Step             | + 45"                         |                               |
| 4t                            | Cian Uijtdebroeks             | Bora-Hansgrohe                | + 3' 04"                      |                               |
| 5è                            | Felix Gall                    | AG2R Citroën Team             | + 3' 25"                      |                               |
| 6è                            | Romain Grégoire               | Groupama-FDJ                  | + 8' 42"                      |                               |
| 7è                            | Welay Berehe                  | Team Jayco AlUla              | + 11' 22"                     |                               |
| 8è                            | Thomas Pidcock                | Ineos Grenadiers              | + 21' 32"                     |                               |
| 9è                            | Kevin Vermaerke               | Team DSM                      | + 29' 32"                     |                               |
| 10è                           | Ewen Costiou                  | Arkéa-Samsic                  | + 33' 45"                     |                               |

| Classificació per equips | Classificació per equips | Classificació per equips | Classificació per equips |
| Equip                    | Equip                    | Temps                    |                          |
| ------------------------ | ------------------------ | ------------------------ | ------------------------ |
| 1r                       | AG2R Citroën Team        | 64h 28' 19"              |                          |
| 2n                       | Israel-Premier Tech      | + 2' 35"                 |                          |
| 3r                       | Ineos Grenadiers         | + 5' 22"                 |                          |
| 4t                       | Team Jayco AlUla         | + 6' 19"                 |                          |
| 5è                       | Bora-Hansgrohe           | + 9' 35"                 |                          |
| 6è                       | Groupama-FDJ             | + 11' 04"                |                          |
| 7è                       | EF Education-EasyPost    | + 14' 58"                |                          |
| 8è                       | Soudal Quick-Step        | + 19' 12"                |                          |
| 9è                       | Trek-Segafredo           | + 19' 30"                |                          |
| 10è                      | Jumbo-Visma              | + 23' 43"                |                          |

| Classificació per equips | Classificació per equips | Classificació per equips | Classificació per equips |
| Equip                    | Equip                    | Temps                    |                          |
| ------------------------ | ------------------------ | ------------------------ | ------------------------ |
| 1r                       | AG2R Citroën Team        | 64h 28' 19"              |                          |
| 2n                       | Israel-Premier Tech      | + 2' 35"                 |                          |
| 3r                       | Ineos Grenadiers         | + 5' 22"                 |                          |
| 4t                       | Team Jayco AlUla         | + 6' 19"                 |                          |
| 5è                       | Bora-Hansgrohe           | + 9' 35"                 |                          |
| 6è                       | Groupama-FDJ             | + 11' 04"                |                          |
| 7è                       | EF Education-EasyPost    | + 14' 58"                |                          |
| 8è                       | Soudal Quick-Step        | + 19' 12"                |                          |
| 9è                       | Trek-Segafredo           | + 19' 30"                |                          |
| 10è                      | Jumbo-Visma              | + 23' 43"                |                          |

## Evolució de les classificacions
| Etapa                  | Vencedor                 | Classificació general    | Classificació per punts | Classificació de la muntanya | Classificació dels joves | Classificació per equips |
| ---------------------- | ------------------------ | ------------------------ | ----------------------- | ---------------------------- | ------------------------ | ------------------------ |
| 1                      | Stefan Küng              | Stefan Küng              | Stefan Küng             | no entregat                  | Remco Evenepoel          | Soudal Quick-Step        |
| 2                      | Biniam Girmay            | Stefan Küng              | Wout van Aert           | Nickolas Zukowsky            | Remco Evenepoel          | Soudal Quick-Step        |
| 3                      | Mattias Skjelmose Jensen | Mattias Skjelmose Jensen | Wout van Aert           | Nickolas Zukowsky            | Mattias Skjelmose Jensen | Ineos Grenadiers         |
| 4                      | Felix Gall               | Felix Gall               | Wout van Aert           | Lilian Calmejane             | Felix Gall               | Ineos Grenadiers         |
| 5                      | Juan Ayuso               | Mattias Skjelmose Jensen | Wout van Aert           | Pascal Eenkhoorn             | Mattias Skjelmose Jensen | AG2R Citroën Team        |
| 6                      | suspesa                  | Mattias Skjelmose Jensen | Wout van Aert           | Pascal Eenkhoorn             | Mattias Skjelmose Jensen | AG2R Citroën Team        |
| 7                      | Remco Evenepoel          | Mattias Skjelmose Jensen | Wout van Aert           | Pascal Eenkhoorn             | Mattias Skjelmose Jensen | AG2R Citroën Team        |
| 8                      | Juan Ayuso               | Mattias Skjelmose Jensen | Wout van Aert           | Pascal Eenkhoorn             | Mattias Skjelmose Jensen | AG2R Citroën Team        |
| Classificacions finals | Classificacions finals   | Mattias Skjelmose Jensen | Wout van Aert           | Pascal Eenkhoorn             | Mattias Skjelmose Jensen | AG2R Citroën Team        |

## Llista de participants
| Ineos Grenadiers IGD | Ineos Grenadiers IGD         | Ineos Grenadiers IGD |
| -------------------- | ---------------------------- | -------------------- |
| Núm                  | Ciclista                     | Pos                  |
| 1                    | Thomas Pidcock (GBR)         | 22è                  |
| 2                    | Kim Heiduk (GER)             | 60è                  |
| 3                    | Michał Kwiatkowski (POL)     | 29è                  |
| 4                    | Jhonatan Narváez Prado (ECU) | 24è                  |
| 5                    | Magnus Sheffield (USA)       | DNF-5                |
| 6                    | Connor Swift (GBR)           | 85è                  |
| 7                    | Ben Tulett (GBR)             | 46è                  |

| AG2R Citroën Team ACT | AG2R Citroën Team ACT   | AG2R Citroën Team ACT |
| --------------------- | ----------------------- | --------------------- |
| Núm                   | Ciclista                | Pos                   |
| 11                    | Felix Gall (AUT)        | 8è                    |
| 12                    | Clément Berthet (FRA)   | 11è                   |
| 13                    | Mikaël Cherel (FRA)     | 25è                   |
| 14                    | Stan Dewulf (BEL)       | 61è                   |
| 15                    | Jaakko Hänninen (FIN)   | 110è                  |
| 16                    | Michael Schär (SUI)     | NP-7                  |
| 17                    | Clément Venturini (FRA) | 95è                   |

| Alpecin-Deceuninck ADC | Alpecin-Deceuninck ADC     | Alpecin-Deceuninck ADC |
| ---------------------- | -------------------------- | ---------------------- |
| Núm                    | Ciclista                   | Pos                    |
| 21                     | Kaden Groves (AUS)         | 101è                   |
| 22                     | Silvan Dillier (SUI)       | 80è                    |
| 23                     | Michael Gogl (AUT)         | 51è                    |
| 24                     | Quinten Hermans (BEL)      | 50è                    |
| 25                     | Søren Kragh Andersen (DEN) | 93è                    |
| 26                     | Xandro Meurisse (BEL)      | 55è                    |
| 27                     | Kristian Sbaragli (ITA)    | 64è                    |

| Astana Qazaqstan Team AST | Astana Qazaqstan Team AST | Astana Qazaqstan Team AST |
| ------------------------- | ------------------------- | ------------------------- |
| Núm                       | Ciclista                  | Pos                       |
| 31                        | Aleksei Lutsenko (KAZ)    | NP-4                      |
| 32                        | Leonardo Basso (ITA)      | 94è                       |
| 33                        | Samuele Battistella (ITA) | 74è                       |
| 34                        | Fabio Felline (ITA)       | 88è                       |
| 35                        | Vadim Pronskiy (KAZ)      | NP-4                      |
| 36                        | Harold Tejada (COL)       | 10è                       |
| 37                        | Simone Velasco (ITA)      | 87è                       |

| Bahrain Victorious TBV | Bahrain Victorious TBV              | Bahrain Victorious TBV |
| ---------------------- | ----------------------------------- | ---------------------- |
| Núm                    | Ciclista                            | Pos                    |
| 41                     | Peio Bilbao López de Armentia (ESP) | NP-7                   |
| 42                     | Nikias Arndt (GER)                  | NP-7                   |
| 43                     | Filip Maciejuk (POL)                | NP-7                   |
| 44                     | Gino Mäder (SUI)                    | DNF-5                  |
| 45                     | Fran Miholjević (CRO)               | NP-7                   |
| 46                     | Johan Price-Pejtersen (DEN)         | NP-7                   |
| 47                     | Antonio Tiberi (ITA)                | NP-7                   |

| Bora-Hansgrohe BOH | Bora-Hansgrohe BOH          | Bora-Hansgrohe BOH |
| ------------------ | --------------------------- | ------------------ |
| Núm                | Ciclista                    | Pos                |
| 51                 | Maximilian Schachmann (GER) | 14è                |
| 52                 | Matteo Fabbro (ITA)         | 47è                |
| 53                 | Marco Haller (AUT)          | 96è                |
| 54                 | Sergio Higuita García (COL) | 43è                |
| 55                 | Jonas Koch (GER)            | 63è                |
| 56                 | Jordi Meeus (BEL)           | 92è                |
| 57                 | Cian Uijtdebroeks (BEL)     | 7è                 |

| Cofidis COF | Cofidis COF                    | Cofidis COF |
| ----------- | ------------------------------ | ----------- |
| Núm         | Ciclista                       | Pos         |
| 61          | Ion Izagirre Insausti (ESP)    | 12è         |
| 62          | Piet Allegaert (BEL)           | 91è         |
| 63          | Bryan Coquard (FRA)            | NP-8        |
| 64          | Simon Geschke (GER)            | 53è         |
| 65          | Jonathan Lastra Martínez (ESP) | 48è         |
| 66          | Alexis Renard (FRA)            | 89è         |
| 67          | Rémy Rochas (FRA)              | 59è         |

| EF Education-EasyPost EFE | EF Education-EasyPost EFE      | EF Education-EasyPost EFE |
| ------------------------- | ------------------------------ | ------------------------- |
| Núm                       | Ciclista                       | Pos                       |
| 71                        | Rigoberto Urán (COL)           | 6è                        |
| 72                        | Stefan Bissegger (SUI) (crono) | 49è                       |
| 73                        | Mikkel Frølich Honoré (DEN)    | 28è                       |
| 74                        | Neilson Powless (USA)          | 20è                       |
| 75                        | Jonas Rutsch (GER)             | 83è                       |
| 76                        | Thomas Scully (NZL)            | NP-7                      |
| 77                        | Julius van den Berg (NED)      | NP-7                      |

| Groupama-FDJ GFC | Groupama-FDJ GFC      | Groupama-FDJ GFC |
| ---------------- | --------------------- | ---------------- |
| Núm              | Ciclista              | Pos              |
| 81               | Stefan Küng (SUI)     | NP-7             |
| 82               | Arnaud Démare (FRA)   | NP-7             |
| 83               | Romain Grégoire (FRA) | 15è              |
| 84               | Quentin Pacher (FRA)  | 34è              |
| 85               | Miles Scotson (AUS)   | NP-7             |
| 86               | Michael Storer (AUS)  | 17è              |
| 87               | Samuel Watson (GBR)   | 100è             |

| Intermarché-Circus-Wanty ICW | Intermarché-Circus-Wanty ICW     | Intermarché-Circus-Wanty ICW |
| ---------------------------- | -------------------------------- | ---------------------------- |
| Núm                          | Ciclista                         | Pos                          |
| 91                           | Biniam Girmay (ERI) (crono)      | NP-7                         |
| 92                           | Lilian Calmejane (FRA)           | NP-7                         |
| 93                           | Rui Alberto Faria da Costa (POR) | NP-7                         |
| 94                           | Dries De Pooter (BEL)            | NP-7                         |
| 95                           | Adrien Petit (FRA)               | NP-7                         |
| 96                           | Dion Smith (NZL)                 | NP-7                         |
| 97                           | Mike Teunissen (NED)             | NP-7                         |

| Jumbo-Visma TJV | Jumbo-Visma TJV       | Jumbo-Visma TJV |
| --------------- | --------------------- | --------------- |
| Núm             | Ciclista              | Pos             |
| 101             | Wout van Aert (BEL)   | 31è             |
| 102             | Koen Bouwman (NED)    | 71è             |
| 103             | Rohan Dennis (AUS)    | NP-7            |
| 104             | Robert Gesink (NED)   | 57è             |
| 105             | Wilco Kelderman (NED) | 4t              |
| 106             | Sam Oomen (NED)       | 23è             |
| 107             | Mick van Dijke (NED)  | 56è             |

| Movistar Team MOV | Movistar Team MOV                         | Movistar Team MOV |
| ----------------- | ----------------------------------------- | ----------------- |
| Núm               | Ciclista                                  | Pos               |
| 111               | Alexander Aranburu Deba (ESP)             | 26è               |
| 112               | Iván García Cortina (ESP)                 | 86è               |
| 113               | Gorka Izagirre Insausti (ESP)             | 19è               |
| 114               | Mathias Norsgaard Jørgensen (DEN) (crono) | DNF-5             |
| 115               | Oier Lazkano López (ESP)                  | 54è               |
| 116               | Lluís Mas Bonet (ESP)                     | 67è               |
| 117               | Gonzalo Serrano Rodríguez (ESP)           | 69è               |

| Soudal Quick-Step SOQ | Soudal Quick-Step SOQ                | Soudal Quick-Step SOQ |
| --------------------- | ------------------------------------ | --------------------- |
| Núm                   | Ciclista                             | Pos                   |
| 121                   | Remco Evenepoel (BEL) (ruta i crono) | 3r                    |
| 122                   | Kasper Asgreen (DEN)                 | 76è                   |
| 123                   | Mattia Cattaneo (ITA)                | 30è                   |
| 124                   | James Knox (GBR)                     | 70è                   |
| 125                   | Tim Merlier (BEL) (ruta)             | 102è                  |
| 126                   | Mauro Schmid (SUI)                   | NP-7                  |
| 127                   | Bert Van Lerberghe (BEL)             | 103è                  |

| Arkéa-Samsic ARK | Arkéa-Samsic ARK      | Arkéa-Samsic ARK |
| ---------------- | --------------------- | ---------------- |
| Núm              | Ciclista              | Pos              |
| 131              | Matis Louvel (FRA)    | NP-7             |
| 132              | Louis Barré (FRA)     | DNF-5            |
| 133              | Ewen Costiou (FRA)    | 32è              |
| 134              | Mathis Le Berre (FRA) | 78è              |
| 135              | Daniel McLay (GBR)    | NP-7             |
| 136              | Luca Mozzato (ITA)    | NP-8             |
| 137              | Andri Ponomar (UKR)   | 45è              |

| Team DSM DSM | Team DSM DSM           | Team DSM DSM |
| ------------ | ---------------------- | ------------ |
| Núm          | Ciclista               | Pos          |
| 141          | Romain Bardet (FRA)    | 5è           |
| 142          | Pavel Bittner (CZE)    | 109è         |
| 143          | Matthew Dinham (AUS)   | 40è          |
| 144          | Sean Flynn (GBR)       | 107è         |
| 145          | Chris Hamilton (AUS)   | 42è          |
| 146          | Marius Mayrhofer (GER) | DNF-5        |
| 147          | Kevin Vermaerke (USA)  | 27è          |

| Team Jayco AlUla JAY | Team Jayco AlUla JAY          | Team Jayco AlUla JAY |
| -------------------- | ----------------------------- | -------------------- |
| Núm                  | Ciclista                      | Pos                  |
| 151                  | Matteo Sobrero (ITA)          | 35è                  |
| 152                  | Felix Engelhardt (GER)        | 37è                  |
| 153                  | Welay Berehe (ETH)            | 16è                  |
| 154                  | Christopher Juul-Jensen (DEN) | 79è                  |
| 155                  | Jan Maas (NED)                | 33è                  |
| 156                  | Kelland O'Brien (AUS)         | 108è                 |
| 157                  | Callum Scotson (AUS)          | 13è                  |

| Trek-Segafredo TFS | Trek-Segafredo TFS      | Trek-Segafredo TFS |
| ------------------ | ----------------------- | ------------------ |
| Núm                | Ciclista                | Pos                |
| 161                | Mattias Skjelmose (DEN) | 1r                 |
| 162                | Filippo Baroncini (ITA) | 65è                |
| 163                | Julien Bernard (FRA)    | 38è                |
| 164                | Tony Gallopin (FRA)     | 36è                |
| 165                | Jacopo Mosca (ITA)      | 72è                |
| 166                | Quinn Simmons (USA)     | NP-7               |
| 167                | Edward Theuns (BEL)     | 99è                |

| UAE Team Emirates UAD | UAE Team Emirates UAD     | UAE Team Emirates UAD |
| --------------------- | ------------------------- | --------------------- |
| Núm                   | Ciclista                  | Pos                   |
| 171                   | Juan Ayuso Pesquera (ESP) | 2n                    |
| 172                   | Sjoerd Bax (NED)          | 77è                   |
| 173                   | George Bennett (NZL)      | NP-5                  |
| 174                   | Alessandro Covi (ITA)     | 84è                   |
| 175                   | Finn Fisher-Black (NZL)   | 39è                   |
| 176                   | Marc Hirschi (SUI)        | NP-7                  |
| 177                   | Jay Vine (AUS) (crono)    | DNF-4                 |

| Israel-Premier Tech IPT | Israel-Premier Tech IPT | Israel-Premier Tech IPT |
| ----------------------- | ----------------------- | ----------------------- |
| Núm                     | Ciclista                | Pos                     |
| 181                     | Dylan Teuns (BEL)       | 9è                      |
| 182                     | Jakob Fuglsang (DEN)    | NP-8                    |
| 183                     | Reto Hollenstein (SUI)  | 73è                     |
| 184                     | Hugo Houle (CAN)        | 21è                     |
| 185                     | Daryl Impey (RSA)       | NP-7                    |
| 186                     | Krists Neilands (LAT)   | NP-7                    |
| 187                     | Nick Schultz (AUS)      | NP-7                    |

| Lotto Dstny LTD | Lotto Dstny LTD           | Lotto Dstny LTD |
| --------------- | ------------------------- | --------------- |
| Núm             | Ciclista                  | Pos             |
| 191             | Lennert Van Eetvelt (BEL) | NP-7            |
| 192             | Johannes Adamietz (GER)   | 62è             |
| 193             | Cedric Beullens (BEL)     | NP-4            |
| 194             | Pascal Eenkhoorn (NED)    | 58è             |
| 195             | Andreas Kron (DEN)        | 82è             |
| 196             | Sylvain Moniquet (BEL)    | NP-7            |
| 197             | Michael Schwarzmann (GER) | 104è            |

| Q36.5 Pro Cycling Team Q36 | Q36.5 Pro Cycling Team Q36 | Q36.5 Pro Cycling Team Q36 |
| -------------------------- | -------------------------- | -------------------------- |
| Núm                        | Ciclista                   | Pos                        |
| 201                        | Damien Howson (AUS)        | 18è                        |
| 202                        | Gianluca Brambilla (ITA)   | DNF-2                      |
| 203                        | Walter Calzoni (ITA)       | 97è                        |
| 204                        | Mark Donovan (GBR)         | 41è                        |
| 205                        | Carl Fredrik Hagen (NOR)   | 44è                        |
| 206                        | Tobias Ludvigsson (SWE)    | 75è                        |
| 207                        | Nickolas Zukowsky (CAN)    | 66è                        |

| TotalEnergies TEN | TotalEnergies TEN           | TotalEnergies TEN |
| ----------------- | --------------------------- | ----------------- |
| Núm               | Ciclista                    | Pos               |
| 211               | Peter Sagan (SVK) (ruta)    | 98è               |
| 212               | Maciej Bodnar (POL) (crono) | 105è              |
| 213               | Jérémy Cabot (FRA)          | 81è               |
| 214               | Valentin Ferron (FRA)       | 68è               |
| 215               | Lorrenzo Manzin (FRA)       | 106è              |
| 216               | Daniel Oss (ITA)            | 90è               |
| 217               | Paul Ourselin (FRA)         | 52è               |

| Tudor Pro Cycling Team TUD | Tudor Pro Cycling Team TUD  | Tudor Pro Cycling Team TUD |
| -------------------------- | --------------------------- | -------------------------- |
| Núm                        | Ciclista                    | Pos                        |
| 221                        | Yannis Voisard (SUI)        | NP-7                       |
| 222                        | Jacob Eriksson (SWE) (ruta) | NP-7                       |
| 223                        | Alexander Kamp (DEN) (ruta) | NP-7                       |
| 224                        | Arthur Kluckers (LUX)       | NP-7                       |
| 225                        | Sébastien Reichenbach (SUI) | NP-7                       |
| 226                        | Joel Suter (SUI) (crono)    | NP-7                       |
| 227                        | Roland Thalmann (SUI)       | NP-7                       |

| Ineos Grenadiers IGD | Ineos Grenadiers IGD         | Ineos Grenadiers IGD |
| -------------------- | ---------------------------- | -------------------- |
| Núm                  | Ciclista                     | Pos                  |
| 1                    | Thomas Pidcock (GBR)         | 22è                  |
| 2                    | Kim Heiduk (GER)             | 60è                  |
| 3                    | Michał Kwiatkowski (POL)     | 29è                  |
| 4                    | Jhonatan Narváez Prado (ECU) | 24è                  |
| 5                    | Magnus Sheffield (USA)       | DNF-5                |
| 6                    | Connor Swift (GBR)           | 85è                  |
| 7                    | Ben Tulett (GBR)             | 46è                  |

| AG2R Citroën Team ACT | AG2R Citroën Team ACT   | AG2R Citroën Team ACT |
| --------------------- | ----------------------- | --------------------- |
| Núm                   | Ciclista                | Pos                   |
| 11                    | Felix Gall (AUT)        | 8è                    |
| 12                    | Clément Berthet (FRA)   | 11è                   |
| 13                    | Mikaël Cherel (FRA)     | 25è                   |
| 14                    | Stan Dewulf (BEL)       | 61è                   |
| 15                    | Jaakko Hänninen (FIN)   | 110è                  |
| 16                    | Michael Schär (SUI)     | NP-7                  |
| 17                    | Clément Venturini (FRA) | 95è                   |

| Alpecin-Deceuninck ADC | Alpecin-Deceuninck ADC     | Alpecin-Deceuninck ADC |
| ---------------------- | -------------------------- | ---------------------- |
| Núm                    | Ciclista                   | Pos                    |
| 21                     | Kaden Groves (AUS)         | 101è                   |
| 22                     | Silvan Dillier (SUI)       | 80è                    |
| 23                     | Michael Gogl (AUT)         | 51è                    |
| 24                     | Quinten Hermans (BEL)      | 50è                    |
| 25                     | Søren Kragh Andersen (DEN) | 93è                    |
| 26                     | Xandro Meurisse (BEL)      | 55è                    |
| 27                     | Kristian Sbaragli (ITA)    | 64è                    |

| Astana Qazaqstan Team AST | Astana Qazaqstan Team AST | Astana Qazaqstan Team AST |
| ------------------------- | ------------------------- | ------------------------- |
| Núm                       | Ciclista                  | Pos                       |
| 31                        | Aleksei Lutsenko (KAZ)    | NP-4                      |
| 32                        | Leonardo Basso (ITA)      | 94è                       |
| 33                        | Samuele Battistella (ITA) | 74è                       |
| 34                        | Fabio Felline (ITA)       | 88è                       |
| 35                        | Vadim Pronskiy (KAZ)      | NP-4                      |
| 36                        | Harold Tejada (COL)       | 10è                       |
| 37                        | Simone Velasco (ITA)      | 87è                       |

| Bahrain Victorious TBV | Bahrain Victorious TBV              | Bahrain Victorious TBV |
| ---------------------- | ----------------------------------- | ---------------------- |
| Núm                    | Ciclista                            | Pos                    |
| 41                     | Peio Bilbao López de Armentia (ESP) | NP-7                   |
| 42                     | Nikias Arndt (GER)                  | NP-7                   |
| 43                     | Filip Maciejuk (POL)                | NP-7                   |
| 44                     | Gino Mäder (SUI)                    | DNF-5                  |
| 45                     | Fran Miholjević (CRO)               | NP-7                   |
| 46                     | Johan Price-Pejtersen (DEN)         | NP-7                   |
| 47                     | Antonio Tiberi (ITA)                | NP-7                   |

| Bora-Hansgrohe BOH | Bora-Hansgrohe BOH          | Bora-Hansgrohe BOH |
| ------------------ | --------------------------- | ------------------ |
| Núm                | Ciclista                    | Pos                |
| 51                 | Maximilian Schachmann (GER) | 14è                |
| 52                 | Matteo Fabbro (ITA)         | 47è                |
| 53                 | Marco Haller (AUT)          | 96è                |
| 54                 | Sergio Higuita García (COL) | 43è                |
| 55                 | Jonas Koch (GER)            | 63è                |
| 56                 | Jordi Meeus (BEL)           | 92è                |
| 57                 | Cian Uijtdebroeks (BEL)     | 7è                 |

| Cofidis COF | Cofidis COF                    | Cofidis COF |
| ----------- | ------------------------------ | ----------- |
| Núm         | Ciclista                       | Pos         |
| 61          | Ion Izagirre Insausti (ESP)    | 12è         |
| 62          | Piet Allegaert (BEL)           | 91è         |
| 63          | Bryan Coquard (FRA)            | NP-8        |
| 64          | Simon Geschke (GER)            | 53è         |
| 65          | Jonathan Lastra Martínez (ESP) | 48è         |
| 66          | Alexis Renard (FRA)            | 89è         |
| 67          | Rémy Rochas (FRA)              | 59è         |

| EF Education-EasyPost EFE | EF Education-EasyPost EFE      | EF Education-EasyPost EFE |
| ------------------------- | ------------------------------ | ------------------------- |
| Núm                       | Ciclista                       | Pos                       |
| 71                        | Rigoberto Urán (COL)           | 6è                        |
| 72                        | Stefan Bissegger (SUI) (crono) | 49è                       |
| 73                        | Mikkel Frølich Honoré (DEN)    | 28è                       |
| 74                        | Neilson Powless (USA)          | 20è                       |
| 75                        | Jonas Rutsch (GER)             | 83è                       |
| 76                        | Thomas Scully (NZL)            | NP-7                      |
| 77                        | Julius van den Berg (NED)      | NP-7                      |

| Groupama-FDJ GFC | Groupama-FDJ GFC      | Groupama-FDJ GFC |
| ---------------- | --------------------- | ---------------- |
| Núm              | Ciclista              | Pos              |
| 81               | Stefan Küng (SUI)     | NP-7             |
| 82               | Arnaud Démare (FRA)   | NP-7             |
| 83               | Romain Grégoire (FRA) | 15è              |
| 84               | Quentin Pacher (FRA)  | 34è              |
| 85               | Miles Scotson (AUS)   | NP-7             |
| 86               | Michael Storer (AUS)  | 17è              |
| 87               | Samuel Watson (GBR)   | 100è             |

| Intermarché-Circus-Wanty ICW | Intermarché-Circus-Wanty ICW     | Intermarché-Circus-Wanty ICW |
| ---------------------------- | -------------------------------- | ---------------------------- |
| Núm                          | Ciclista                         | Pos                          |
| 91                           | Biniam Girmay (ERI) (crono)      | NP-7                         |
| 92                           | Lilian Calmejane (FRA)           | NP-7                         |
| 93                           | Rui Alberto Faria da Costa (POR) | NP-7                         |
| 94                           | Dries De Pooter (BEL)            | NP-7                         |
| 95                           | Adrien Petit (FRA)               | NP-7                         |
| 96                           | Dion Smith (NZL)                 | NP-7                         |
| 97                           | Mike Teunissen (NED)             | NP-7                         |

| Jumbo-Visma TJV | Jumbo-Visma TJV       | Jumbo-Visma TJV |
| --------------- | --------------------- | --------------- |
| Núm             | Ciclista              | Pos             |
| 101             | Wout van Aert (BEL)   | 31è             |
| 102             | Koen Bouwman (NED)    | 71è             |
| 103             | Rohan Dennis (AUS)    | NP-7            |
| 104             | Robert Gesink (NED)   | 57è             |
| 105             | Wilco Kelderman (NED) | 4t              |
| 106             | Sam Oomen (NED)       | 23è             |
| 107             | Mick van Dijke (NED)  | 56è             |

| Movistar Team MOV | Movistar Team MOV                         | Movistar Team MOV |
| ----------------- | ----------------------------------------- | ----------------- |
| Núm               | Ciclista                                  | Pos               |
| 111               | Alexander Aranburu Deba (ESP)             | 26è               |
| 112               | Iván García Cortina (ESP)                 | 86è               |
| 113               | Gorka Izagirre Insausti (ESP)             | 19è               |
| 114               | Mathias Norsgaard Jørgensen (DEN) (crono) | DNF-5             |
| 115               | Oier Lazkano López (ESP)                  | 54è               |
| 116               | Lluís Mas Bonet (ESP)                     | 67è               |
| 117               | Gonzalo Serrano Rodríguez (ESP)           | 69è               |

| Soudal Quick-Step SOQ | Soudal Quick-Step SOQ                | Soudal Quick-Step SOQ |
| --------------------- | ------------------------------------ | --------------------- |
| Núm                   | Ciclista                             | Pos                   |
| 121                   | Remco Evenepoel (BEL) (ruta i crono) | 3r                    |
| 122                   | Kasper Asgreen (DEN)                 | 76è                   |
| 123                   | Mattia Cattaneo (ITA)                | 30è                   |
| 124                   | James Knox (GBR)                     | 70è                   |
| 125                   | Tim Merlier (BEL) (ruta)             | 102è                  |
| 126                   | Mauro Schmid (SUI)                   | NP-7                  |
| 127                   | Bert Van Lerberghe (BEL)             | 103è                  |

| Arkéa-Samsic ARK | Arkéa-Samsic ARK      | Arkéa-Samsic ARK |
| ---------------- | --------------------- | ---------------- |
| Núm              | Ciclista              | Pos              |
| 131              | Matis Louvel (FRA)    | NP-7             |
| 132              | Louis Barré (FRA)     | DNF-5            |
| 133              | Ewen Costiou (FRA)    | 32è              |
| 134              | Mathis Le Berre (FRA) | 78è              |
| 135              | Daniel McLay (GBR)    | NP-7             |
| 136              | Luca Mozzato (ITA)    | NP-8             |
| 137              | Andri Ponomar (UKR)   | 45è              |

| Team DSM DSM | Team DSM DSM           | Team DSM DSM |
| ------------ | ---------------------- | ------------ |
| Núm          | Ciclista               | Pos          |
| 141          | Romain Bardet (FRA)    | 5è           |
| 142          | Pavel Bittner (CZE)    | 109è         |
| 143          | Matthew Dinham (AUS)   | 40è          |
| 144          | Sean Flynn (GBR)       | 107è         |
| 145          | Chris Hamilton (AUS)   | 42è          |
| 146          | Marius Mayrhofer (GER) | DNF-5        |
| 147          | Kevin Vermaerke (USA)  | 27è          |

| Team Jayco AlUla JAY | Team Jayco AlUla JAY          | Team Jayco AlUla JAY |
| -------------------- | ----------------------------- | -------------------- |
| Núm                  | Ciclista                      | Pos                  |
| 151                  | Matteo Sobrero (ITA)          | 35è                  |
| 152                  | Felix Engelhardt (GER)        | 37è                  |
| 153                  | Welay Berehe (ETH)            | 16è                  |
| 154                  | Christopher Juul-Jensen (DEN) | 79è                  |
| 155                  | Jan Maas (NED)                | 33è                  |
| 156                  | Kelland O'Brien (AUS)         | 108è                 |
| 157                  | Callum Scotson (AUS)          | 13è                  |

| Trek-Segafredo TFS | Trek-Segafredo TFS      | Trek-Segafredo TFS |
| ------------------ | ----------------------- | ------------------ |
| Núm                | Ciclista                | Pos                |
| 161                | Mattias Skjelmose (DEN) | 1r                 |
| 162                | Filippo Baroncini (ITA) | 65è                |
| 163                | Julien Bernard (FRA)    | 38è                |
| 164                | Tony Gallopin (FRA)     | 36è                |
| 165                | Jacopo Mosca (ITA)      | 72è                |
| 166                | Quinn Simmons (USA)     | NP-7               |
| 167                | Edward Theuns (BEL)     | 99è                |

| UAE Team Emirates UAD | UAE Team Emirates UAD     | UAE Team Emirates UAD |
| --------------------- | ------------------------- | --------------------- |
| Núm                   | Ciclista                  | Pos                   |
| 171                   | Juan Ayuso Pesquera (ESP) | 2n                    |
| 172                   | Sjoerd Bax (NED)          | 77è                   |
| 173                   | George Bennett (NZL)      | NP-5                  |
| 174                   | Alessandro Covi (ITA)     | 84è                   |
| 175                   | Finn Fisher-Black (NZL)   | 39è                   |
| 176                   | Marc Hirschi (SUI)        | NP-7                  |
| 177                   | Jay Vine (AUS) (crono)    | DNF-4                 |

| Israel-Premier Tech IPT | Israel-Premier Tech IPT | Israel-Premier Tech IPT |
| ----------------------- | ----------------------- | ----------------------- |
| Núm                     | Ciclista                | Pos                     |
| 181                     | Dylan Teuns (BEL)       | 9è                      |
| 182                     | Jakob Fuglsang (DEN)    | NP-8                    |
| 183                     | Reto Hollenstein (SUI)  | 73è                     |
| 184                     | Hugo Houle (CAN)        | 21è                     |
| 185                     | Daryl Impey (RSA)       | NP-7                    |
| 186                     | Krists Neilands (LAT)   | NP-7                    |
| 187                     | Nick Schultz (AUS)      | NP-7                    |

| Lotto Dstny LTD | Lotto Dstny LTD           | Lotto Dstny LTD |
| --------------- | ------------------------- | --------------- |
| Núm             | Ciclista                  | Pos             |
| 191             | Lennert Van Eetvelt (BEL) | NP-7            |
| 192             | Johannes Adamietz (GER)   | 62è             |
| 193             | Cedric Beullens (BEL)     | NP-4            |
| 194             | Pascal Eenkhoorn (NED)    | 58è             |
| 195             | Andreas Kron (DEN)        | 82è             |
| 196             | Sylvain Moniquet (BEL)    | NP-7            |
| 197             | Michael Schwarzmann (GER) | 104è            |

| Q36.5 Pro Cycling Team Q36 | Q36.5 Pro Cycling Team Q36 | Q36.5 Pro Cycling Team Q36 |
| -------------------------- | -------------------------- | -------------------------- |
| Núm                        | Ciclista                   | Pos                        |
| 201                        | Damien Howson (AUS)        | 18è                        |
| 202                        | Gianluca Brambilla (ITA)   | DNF-2                      |
| 203                        | Walter Calzoni (ITA)       | 97è                        |
| 204                        | Mark Donovan (GBR)         | 41è                        |
| 205                        | Carl Fredrik Hagen (NOR)   | 44è                        |
| 206                        | Tobias Ludvigsson (SWE)    | 75è                        |
| 207                        | Nickolas Zukowsky (CAN)    | 66è                        |

| TotalEnergies TEN | TotalEnergies TEN           | TotalEnergies TEN |
| ----------------- | --------------------------- | ----------------- |
| Núm               | Ciclista                    | Pos               |
| 211               | Peter Sagan (SVK) (ruta)    | 98è               |
| 212               | Maciej Bodnar (POL) (crono) | 105è              |
| 213               | Jérémy Cabot (FRA)          | 81è               |
| 214               | Valentin Ferron (FRA)       | 68è               |
| 215               | Lorrenzo Manzin (FRA)       | 106è              |
| 216               | Daniel Oss (ITA)            | 90è               |
| 217               | Paul Ourselin (FRA)         | 52è               |

| Tudor Pro Cycling Team TUD | Tudor Pro Cycling Team TUD  | Tudor Pro Cycling Team TUD |
| -------------------------- | --------------------------- | -------------------------- |
| Núm                        | Ciclista                    | Pos                        |
| 221                        | Yannis Voisard (SUI)        | NP-7                       |
| 222                        | Jacob Eriksson (SWE) (ruta) | NP-7                       |
| 223                        | Alexander Kamp (DEN) (ruta) | NP-7                       |
| 224                        | Arthur Kluckers (LUX)       | NP-7                       |
| 225                        | Sébastien Reichenbach (SUI) | NP-7                       |
| 226                        | Joel Suter (SUI) (crono)    | NP-7                       |
| 227                        | Roland Thalmann (SUI)       | NP-7                       |